# Ernst Hammerschmidt
Ernst Eduard Maria Hammerschmidt (* 29. April 1928 in Marienbad, Tschechoslowakei; † 16. Dezember 1993 in Wien) war Theologe, Orientalist und Äthiopist. Er war von 1970 bis 1990 Professor für afrikanische Sprachen und Kulturen an der Universität Hamburg. Daneben wirkte er auch als Priester der Altkatholischen Kirche, von 1991 bis 1993 war er Bischofskoadjutor der Altkatholischen Kirche Österreichs.

## Wissenschaftliche Karriere
Hammerschmidt wurde als Sudetendeutscher nach dem Zweiten Weltkrieg aus Böhmen vertrieben, in Weiden/Oberpfalz legte er 1946 das Abitur ab. Danach studierte er Philosophie, orientalische Sprachen, Theologie und Jura an der Philosophisch-theologischen Hochschule Bamberg (1946–1948), der Universität Innsbruck (1949–1950, Lizentiat der Philosophie), der theologischen Lehranstalt St. Florian bei Linz (1950/51), der Universität Salzburg (1951/52), wo er zum Dr. phil. promovierte, und Wien (1952/53), wo er den Doktor der Theologie verliehen bekam. 
Es folgten weitere Studien zu liturgischen Texten der Koptischen und der Äthiopisch-orthodoxen Kirche in Münster (1954/55), Oxford (1955–1957, Abschluss mit Bachelor of Letters) und erneut in Wien (1957/58). Mit Schriften zur Kultsymbolik der koptischen und der äthiopischen Kirche sowie zur Stellung und Bedeutung des Sabbats in Äthiopien habilitierte er sich 1962 an der Universität Saarbrücken, wo er anschließend als Privatdozent lehrte und 1968 zum außerplanmäßigen Professor der Orientalistik ernannt wurde. Im selben Jahr unternahm er eine Forschungsreise zum Tanasee, um in Kirchen und Klöstern auf den dortigen Inseln altäthiopische Handschriften abzufotografieren.
Hammerschmidt wurde 1970 als ordentlicher Professor für afrikanische Sprachen und Kulturen an den Fachbereich Orientalistik der Universität Hamburg berufen, wo er die Nachfolge von Johannes Lukas antrat. Seine Berufung war insofern ungewöhnlich, als er von seiner Ausbildung kein Afrikanist im eigentlichen Sinne war. Ludwig Gerhardt berichtet, dass die drei unter Lukas in Hamburg habilitierten Afrikanisten schockiert gewesen seien. Durch Hammerschmidts Wirken bekam das Hamburger Seminar für Afrikanische Sprachen und Kulturen einen äthiopistischen Schwerpunkt, der sich später in einer eigenen Professur für Äthiopistik und der Umbenennung des Seminars in Institut bzw. Abteilung für Afrikanistik und Äthiopistik niederschlug.
Hammerschmidt befasste sich insbesondere mit Kodikologie (Handschriftenkunde), Literatur in Altäthiopischer Sprache (Ge’ez) und der Geschichte der äthiopisch-orthodoxen Kirche. Zwischen 1970 und 1990 war er jeweils im zweijährlichen Wechsel mit Anton Vorbichler bzw. Ludwig Gerhardt Direktor oder stellvertretender Direktor des Seminars für Afrikanische Sprachen und Kulturen, zudem 1975–1977 und 1983–1990 stellvertretender Fachbereichssprecher der Orientalistik. Hammerschmidt schloss 1986 noch eine dritte Dissertation ab – diesmal in Rechtswissenschaft an der Universität Wien. Den vierten Doktorgrad (D.Litt.) verlieh ihm 1989 die Universität Oxford. 1990 wurde er emeritiert, sein Nachfolger auf dem Lehrstuhl war Siegbert Uhlig.

## Familie
Hammerschmidt heiratete 1955 Ilse Brüner und sie hatten zwei Kinder: Ulrich (* 1960) und Verena (* 1965).

## Priesteramt
Ernst Hammerschmidt konvertierte 1957 von der Römisch-Katholischen Kirche zur Altkatholischen Kirche Österreichs, in der er von Bischof Stefan Török, nach der Diakonweihe, am 27. Juni 1958 zum Priester geweiht wurde. In der altkatholischen Kirche wirkte er 1960 in der Mannheimer Gemeinde. 1988 übernahm er die Aufgabe des Synodalexaminators, 1990 nach seiner Emeritierung im Wiener Theologischen Seminar der Altkatholischen Kirche Leitungs- und Prüfungstätigkeiten. Im Juli 1991 wurde er Bischofskoadjutor von Bischof Nikolaus Hummel, mit dem Recht, eine Mitra zu tragen. Im August 1990 konvertierte er zusammen mit seiner Frau zurück zur römisch-katholischen Kirche, wegen theologischen und kirchenpolitischen Entscheidungen seiner Kirche, die er nicht mittrug.

## Mitgliedschaften und Ehrungen

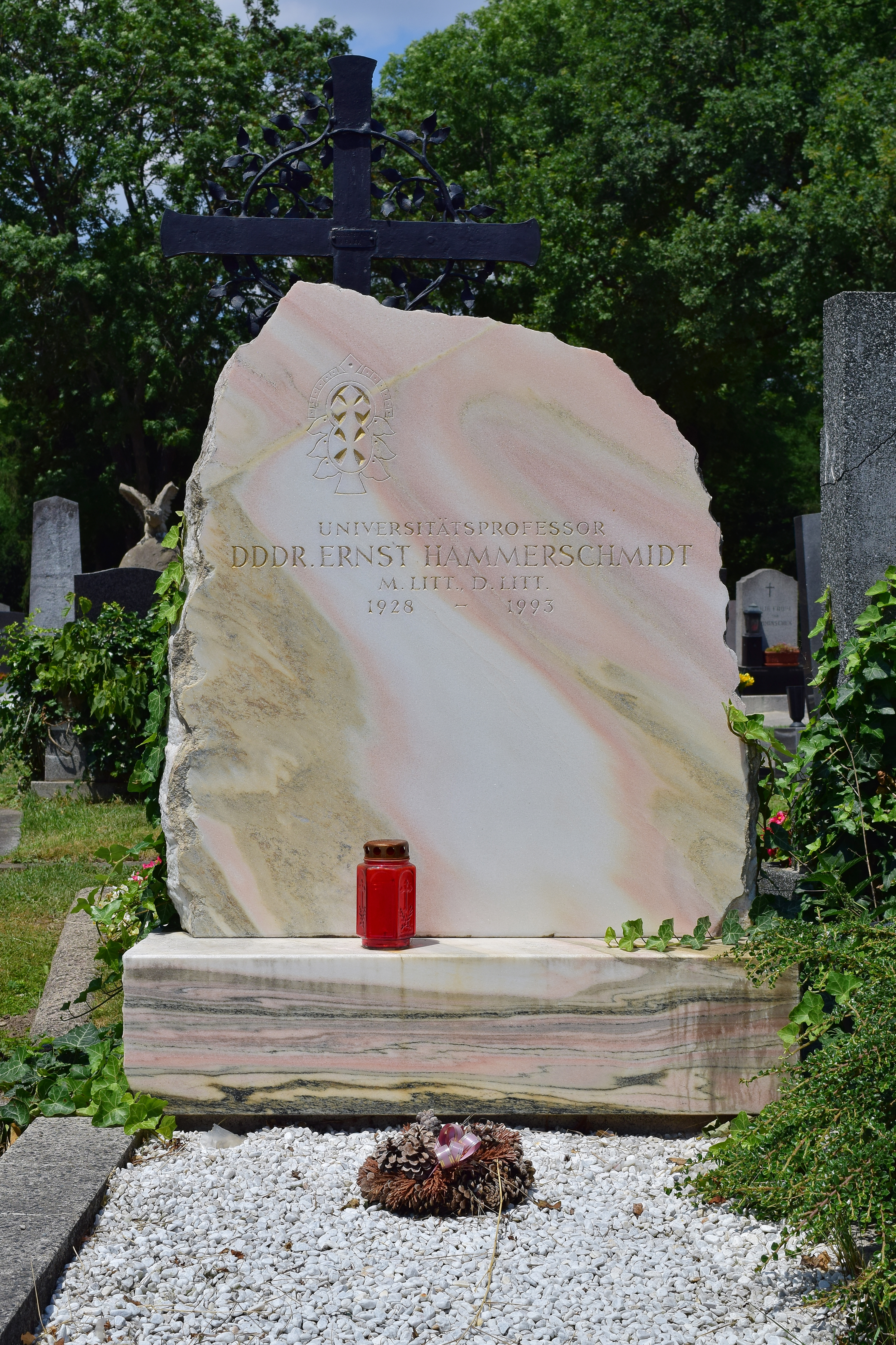
Ehrenhalber gewidmetes Grab am Wiener Zentralfriedhof

Durch sein wissenschaftliches Wirken und seine vielfältigen Publikationen wurde Hammerschmidt mehrfach geehrt und ausgezeichnet. Er war Mitglied
- der Société d'Archéologie Copte in Kairo,
- der Société Ernest Renan in Paris,
- des Afrika-Kollegiums in Hamburg,
- des Coptic Orthodox Centre in Venedig,
- der Deutschen Morgenländischen Gesellschaft in Mainz,
- der Österreichischen Armenischen Kulturgesellschaft in Wien und
- der Akademie gemeinnütziger Wissenschaften zu Erfurt. Er erhielt den
- Kardinal-Innitzer-(Wissenschafts-)Preis und den
- Maria-Magdalenen-Orden II der Polnischen Orthodoxen Kirche.

Hammerschmidt starb mit 65 Jahren durch einen Autounfall in Baden bei Wien. Er wurde in einem ehrenhalber gewidmeten Grab auf dem Wiener Zentralfriedhof (Gruppe 15 H, Reihe 1, Nr. 18) bestattet. Ein Teil seines Nachlasses befindet sich heute im Museum Fünf Kontinente in München. Seine umfangreiche äthiopistische Privatbibliothek ging in den Besitz des Asien-Afrika-Instituts der Universität Hamburg über.